# Madalapura, Channarayapatna
Madalapura là một làng thuộc tehsil Channarayapatna, huyện Hassan, bang Karnataka, Ấn Độ.